# Padáň
Padáň es un municipio del distrito de Dunajská Streda en la región de Trnava, Eslovaquia, con una población estimada a final del año 2024 de 889 habitantes.
Se encuentra ubicado al sur de la región, cerca de los ríos Danubio y Váh, y de la frontera con Hungría y la región de Bratislava.

## Demografía
| Año        | 1994 | 2004     | 2014    | 2024    |
| ---------- | ---- | -------- | ------- | ------- |
| Población  | 769  | 895      | 881     | 889     |
| Diferencia |      | +16,38 % | −1,56 % | +0,90 % |

| Año        | 2023 | 2024    |
| ---------- | ---- | ------- |
| Población  | 876  | 889     |
| Diferencia |      | +1,48 % |